# الدواغر الايطو (قصيبية)
الدواغر الايطو هي إحدى مشيخات المملكة المغربية، تتبع جغرافيا لإقليم سيدي سليمان وإداريًا لقصيبية. يقدر عدد سكانها بـ 3333 نسمة حسب الإحصاء الرسمي للسكان والسكنى لسنة 2004.